# Homophylax insulas
Homophylax insulas là một loài Trichoptera trong họ Limnephilidae. Chúng phân bố ở miền Tân bắc.